# 青蓮寺 (名張市)
青蓮寺（しょうれんじ）は、三重県名張市にある真言宗醍醐派の寺院。山号は多宝山、院号は地蔵院。
伊賀四国八十八箇所第四十八番霊場ならびに三重四国八十八箇所番外の寺。 十七世一弘大僧正（前住職）を輩出した古寺でもある。

## 歴史
伝承によれば、今から約1200年前、真言宗の開祖である空海（弘法大師）が近隣の室生寺から現在の青蓮寺地区に入り教えを広め、その後、地域住民が力を合わせて寺を作り上げたのが起源とされている。
その後、室町時代に青木信定によって、青蓮寺城（伊賀青蓮寺城）が築かれたため、寺院は広大な敷地を持つ。なお、現在城はなく、城跡が残るのみであるが、城跡を訪れる観光客もいる。現在では、寺院周辺地域の土地開発が進み、公園や名張市名産のブドウ農園、ニュータウンなどが作られている。
なお、名張市にある青蓮寺ダムや青蓮寺湖の名は当寺に由来する。

## 行事
- 1月1日 初灯明会
- 1月3日 人形供養
- 1月18日 初祈祷会
- 4月8日 花祭り
- 6月15日 降誕会
- 8月2日 施餓鬼会、初盆会
- 8月16日 戦没者慰霊法要
- 12月31日 除夜

## 蓮の名所
当寺では、寺および地域の歴史をまとめた「青蓮寺物語」を編纂中である。これは、弘法大師空海が青蓮寺で「青い蓮が咲き開く風景を見た」という言い伝えから、8月には寺院内に160以上の様々な蓮の花が咲き乱れる。中には、貴重な1951年に千葉県で発見された弥生時代の蓮である「大賀ハス」などもあり、多くの観光客が訪れる。

## その他
第二次世界大戦（太平洋戦争）中の1945年（昭和20年）6月5日に、神戸を空襲したアメリカの爆撃機B29が日本軍の戦闘機の攻撃を受け、同地区に墜落し、搭乗員11名が死亡した事件があった（2名が戦闘機の攻撃による死亡、9名が脱出後に日本兵に捕まり処刑された）。その事件後、前住職である一弘大僧正は、境内に落ちていたB29の破片を拾い集め、本堂でひっそりと供養を続けていた。2005年（平成17年）8月の終戦60年を期に、現住職の意向によりこの悲劇的な出来事を広く後世に伝えるために現場に追悼碑の建立を行った。また周辺地域の36名の戦死者（慰霊碑と戦死者写真は同寺の本堂の掲げられている）と共にB29搭乗員、当時の敵味方の隔たりなく慰霊祭を開催している。